# Piste-onderhoudsmachine
Piste-onderhoudsmachines zijn onderhoudsmachines voor de skipiste. Ze zijn er in de volgende soorten:
- sneeuwkanonnen
- pistenbully's (ook dameuses genoemd) om pistes te egaliseren en skiklaar te maken
- frezen: om doorgangen vrij te maken, vreet onderaan sneeuw die door een buis omhoog en opzij wordt geblazen.